# Boeing X-20 Dyna-Soar
El X-20 Dyna-Soar ('Dynamic Soarer') fue un programa de la Fuerza Aérea de los Estados Unidos (USAF) para desarrollar un avión espacial que pudiera llevar a cabo una serie de misiones militares, incluyendo reconocimiento, bombardeo, rescate espacial, mantenimiento de satélites, y sabotaje de satélites enemigos. El programa empezó el 24 de octubre de 1957 y terminó el 10 de diciembre de 1963, costó 410 millones de dólares, y fue cancelado justo después de haber sido comenzada su construcción.

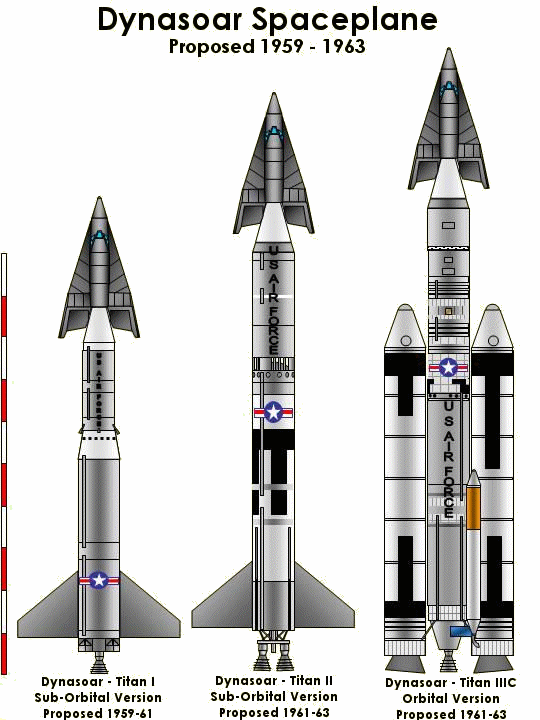
Las diferentes configuraciones propuestas sobre diferentes cohetes vectores.

## Especificaciones (según diseño)

### Características generales
- Longitud: 10,77 m
- Envergadura: 6,34 m
- Altura: 2,59 m
- Superficie alar: 32 m²
- Peso vacío: 4715 kg
- Peso máximo al despegue: 5165 kg
- Planta motriz: 4× motor cohete Transtage.
  - Empuje normal: 323 kN (72000 lbf) de empuje cada uno.

### Rendimiento
- Velocidad nunca excedida (Vne): 28165 km/h
- Alcance: 40700 km
- Techo de vuelo: 160 km (530000 pies)
- Régimen de ascenso: 510 m/s (100000 pies/min)
- Carga alar: 161 kg/m² (33 lb/ft²)

## Aeronaves relacionadas

### Desarrollos relacionados
- Boeing X-37
- SpaceDev Dream Chaser
- Saturn-Shuttle
- DARPA Falcon Project
- Transbordador Hermes

### Aeronaves similares
- Silbervogel
- ASSET
- North American X-15
- BOR-4
- BOR-5
- Mikoyan-Gurevich MiG-105

### Secuencias de designación
- Secuencia X-_ (Aviones eXperimentales estadounidenses, 1948-presente): ← X-17 - X-18 - X-19 - X-20 - X-21 - X-22 - X-23 →